# BH-bygel
En bygel är bland mycket annat en U-formad skena av ståltråd eller nylon som sitter i underkanten av behån för att stödja bysten.
På finlandssvenska betyder en bygel en klädhängare.
Den första bygelbehån gjordes i USA 1938, men blev vanlig först 1945. Den blev åter på modet runt 1984 då bland annat Wonderbra blev populära.
Byglar fastnar lätt i tvättmaskinsfilter. Därför läggs bygelbehåar vanligen i tvättpåsar vid tvättning. 1999 började Triumph International att sälja behåar med löstagbara byglar.